# The Reign of Starscream
『The Reign of Starscream』は、アメリカなどで発売されているトランスフォーマーシリーズのコミック作品の一つで、実写版トランスフォーマーに登場したスタースクリームのその後を描く。発行はIDWパブリッシング（IDW Publishing）。

## ストーリー
地球における、オートボットとディセプティコンのキューブをめぐる戦争はキューブが破壊されることによって終了した。
市街戦で唯一生き残ることが出来たスタースクリームは、アイアンハイドの幅寄せによって戦闘不能となったバリケードのもとへ向かい、そこでフレンジーがハッキングの際に人間達が分析したキューブの情報をコピーしていたことを知る。
キューブ復活の可能性を感じたスタースクリームは、フレンジーの死体を手に入れ、火星へ向かうが…

## 登場キャラクター

### ディセプティコン
スタースクリーム
ディセプティコンの航空参謀。
地球攻撃に失敗し唯一無事生き延びた彼は、リーダーの座を手に入れる為に、フレンジーがコピーしたキューブのデータから新たなるエネルゴンキューブを精製しようと目論む。
フーバーダムのセクターセブン基地からフレンジーの遺体を回収し、火星の拠点へと帰還。サイバトロン星の本拠地でエネルゴンキューブを精製し、見事ディセプティコンの支配者の座に収まるが、部下の反乱、オートボットの乱入などのアクシデントによりキューブを喪失。G1のザ・ムービーと同様、スタースクリームの支配は長続きしなかった。
クレムジークの絵が描かれた缶ジュースのようなものを飲んでいる。
F-22をスキャンする前のプロトフォーム状態の姿も描かれているが、顔の造形が玩具と若干異なっている。
サンダークラッカー
スタースクリームの忠実な腹心。
G1に登場したサンダークラッカーと同じく、その姿はプロトフォーム状態のスタースクリームと同型であるが、顔の造形が異なっており体色も青い。震動波・超音波による特殊兵器を使用することができ、片腕が剣になる。
火星でドローン軍団と共に待機しており地球から脱出したスタースクリームを迎え入れる。その際、オートボット部隊と交戦、スタースクリームの加勢も受けつつ、圧倒的な力を見せ付ける。ドレッドウィング達が反逆した際にはスタースクリームと共にドローン軍団に拘束されるもオートボットが乱入したことによる混乱によって解放された。
その後のアメコミにも幾度か登場している。
実写版スタースクリームの頭部と塗装を変更した玩具が発売されている。
ストッケード
スタースクリームの部下の一人。小柄ながらも戦闘力に優れる。
スタースクリームの命令を受け、ドローン軍団を率いてサイバトロン星のオートボットを拘束していた。ドレッドウィング達の反逆を起こした際に彼も拘束されてしまうが、その後の混乱の中で拘束を逃れる。その際、自分以上の体格を持つペイロードすらも押し倒しており、強力な力を持っていることが推測される。
実写版第1作目に登場したセクター7仕様のワゴン車に変形する玩具が発売されており、デザインもそれに準じたものである。
ドレッドウィング
レンズ状の単眼が特徴のディセプティコン。姑息な性格で、玩具の設定では生まれついての泥棒であるとされている。自在にワープする能力を持つ。
同型のドローン兵士が大量にいるが、ドレッドウィングのみ目の色が青く、頭部のデザインが派手になっている。また玩具同様、体色が異なるだけの同型の仲間も数多く存在している。
キューブの捜索の際、スタースクリームが率いる戦艦にオートボットの機雷を報告するも、戦艦が機雷に気づかずにワープしたために機雷の爆発に巻き込まれてしまった。幸いスコルポノックによって回収され一命を取り留めたものの、瀕死の重傷を負っている。
その事を根に持っていたのか、スタースクリームが新たなキューブを完成させたと共に反逆。ラムジェットやドローン軍団により、反逆は成功したかに思えたがアーシー達オートボットの乱入により失敗。宇宙船からワープで逃走しようとするが、共にワープしたスタースクリームによりスパークを抉り取られて死亡する。
実写版をモチーフとしたゲームにも雑魚キャラとして登場している。
ミグ風爆撃機に変形する玩具が発売されており、デザインもそれに準じたものである。
ラムジェット
スタースクリームと同型のディセプティコン。知能は低いものの好戦的な性格で、玩具の設定では狂人とされている。
上記のサンダークラッカーと同様、プロトフォーム状態のスタースクリームとよく似た姿をしているが、G1での同名キャラのオマージュとして白い体色、尖った頭、腰に翼状のアーマーがあるなどの違いがある。
ドレッドウィングと共に反逆を起こすが、襲撃してきたオートボットとの戦闘中に背後から首をはねられ死亡した。
2009年に実写版スタースクリームの塗装を変更した玩具が発売されているが、サンダークラッカーのように頭部を新造されていない為、彼の外見は玩具の姿とはかなりの違いがある。
スィンドル
単眼のディセプティコン兵士。
スタースクリームの命令により地球に降下するが、実写版第2作目の前日談コミックにてNEST部隊と交戦し、撃破されている。
実写版をモチーフとしたゲームにも雑魚キャラとして登場している。
スポーツカーに変形する玩具が発売されており、本作のデザインもそれに準じたものである。
設定画ではドローン兵士と頭部の差別化がなされている。
ペイロード
単眼のディセプティコン兵士。同型のドローンを率いているが、ドレッドウィングと同じく頭部デザインは異なる。
実写版をモチーフとしたゲームにも雑魚キャラとして登場している。
装甲トラックに変形する玩具が発売されており、本作での姿もそれに準じたものとなっている。
レッケージ
スタースクリームやブラックアウト達と共に地球に降り立ったディセプティコンの兵士。両腕のブレードと腹部のキャノンが特徴的で玩具設定ではブロウルとは対照的に冷静沈着な性格だとされている。
地球襲来した際に遭遇した軍との戦いにおいて攻撃を受け重傷を負う。その際、スタースクリームらに見捨てられ死亡したかと思われていた。
しかし実は彼は生きており、自分を見捨てたスタースクリームらへの恨みからセクター7に協力。その後サラザールの手によって再び昏睡状態に陥り、数々の地球産トランスフォーマーの誕生に手を貸すことになる。
実写版第1作目で登場が予定されており、ストライカー装甲車に変形するデザイン画（ただし体色が異なっている）も存在していたが、結局登場しなかった。本作での姿もデザイン画のそれに準じたものとなっている。
バリケード
オートボットとディセプティコンの決戦の後、ハイウェイで倒れていたところをスタースクリームに発見される。
スタースクリームにフレンジーの末路を伝えた後は、その後のアメコミで再び地球に残りセクター7等の動向を探り続けていることが明らかにされている。
フレンジー
前作の決戦で戦死。その遺体はセクター7に回収され、フーバーダム地下の研究施設にて解析されていた。
キューブのデータをコピーしており、キューブ再生を目論むスタースクリームによって回収されている。

### オートボット
アーシー
女性型オートボット。玩具とは異なり、狙撃用ライフルを使用している。
地球に降下しなかったオートボット部隊の一員であり、スタースクリームの通信を傍受しクリフジャンパーと共に宇宙船を襲撃。その後サイバトロン星に戻った彼女は仲間を集め、ドレッドウィングの反乱に乗じてディセプティコンの要塞を襲撃した。
実写版第1作目で登場する予定があり、バイクへ変形するデザインも存在していたが実現せず、代わりにアイアンハイドが登場することとなった。本作でのデザインもそれに準じたものとなっている。
実写版第2作目でバイクに変形する同名のキャラクターが登場しており、スピンオフコミック『Tales of the fallen』において彼女達との関係が明らかにされている。
クリフジャンパー
G1同様、バンブルビーと同型のオートボット。バンブルビーとは違い喋る事が出来、腕がレーザーカッターに変形する機能がある。
火星において、スタースクリームらの宇宙船を襲撃。ドローン部隊を一掃し、アーシーとのコンビでサンダークラッカーを追い詰めるが、突如現れたスタースクリームの攻撃を背後から受け死亡。
過去シリーズと同様にバンブルビーの塗装を変更した玩具が発売されている。
ランドマイン
セクター7製のトランスフォーマー。作中ではL-M-unitと呼称される。
実写版第1作目の戦闘に使用されたバギーをモデルにセクター7が開発した。変形を開始したものの失敗した為、セクター7の包囲からスタースクリームが脱出する切っ掛けを与えてしまった。
扉絵ではスタースクリームに掴み上げられている。
実写版第1作目の劇中で登場したバギーに変形する玩具が発売されており、デザインもそれに準じたものとなっている。
ワーパス
スモークスクリーン
カムシャフト
コスモス

### 人物
サラザール
セクター7のエージェント。
自身の計画によって開発したランドマインをスタースクリームと戦わせようとするが失敗し、彼が己の名を知っていることや、ランドマインをなぜ開発できたかについて尋問しようとしたスタースクリームに大気圏外へと運ばれ死亡した。